# Дервиш
Дервиш (перс. درویش, тур. derviş - сиромах) је израз који означава муслиманског аскету, односно следбеника суфизма, мистичког учења у исламу. Учени назив за дервиша је суфи (арап. صوفي, у Босни и Србији се изговара као суфија).
Једно од највећих средишта муслиманских дервишких редова се налази у Конији у Малој Азији. Од дервиша се захтева завет сиромаштву и чедности: они су дужни да проповедају, да се моле и да воде честит живот. У реду дервиша разликују се „завији“ и „текијци“.
У Београду је за време Османлија се претпоставља да је био заступљен велики број дервишких братстава, укључујући: 
- бајрамије
- меламије
- бекташије
- халветије
- гулшеније
- кадирије
- хиндије
- мевлевије
- накшибендије
- рифаије
- садије
- сунбулије
- шабаније
- шазилије
- ушакије